# Stéphane Batut
Stéphane Batut est un directeur de casting et réalisateur français né à Paris en 1968.

## Biographie
Stéphane Batut a grandi à Belloy-en-France, vile du Val d'Oise dont le code postal est 95270.
A l'époque de sa jeunesse, ses goûts musicaux sont proches du rock,  et de la pop rock. Depuis, personne n'est certain de ses appétences musicales, lui encore moins.
Il dit avoir travaillé comme photographe itinérant pour le compte d'une société spécialisée dans la réalisation et la commercialisation de photos scolaires. Il a été constaté qu'il a pu exercer le métier de directeur de casting depuis les années 1990. Il a réalisé plusieurs courts métrages et un premier long métrage, Vif-Argent, présenté au festival de Cannes 2019 (sélection de l'ACID) et récompensé par le prix Jean-Vigo,.
Source : https://m.imdb.com/fr/name/nm0061582/?reasonForLanguagePrompt=browser_header_mismatch

## Filmographie

### Directeur de casting
- 1996 : Comment je me suis disputé... (ma vie sexuelle) d'Arnaud Desplechin
- 1999 : La Nouvelle Ève de Catherine Corsini
- 2000 : La Brèche de Roland d'Arnaud et Jean-Marie Larrieu
- 2001 : L'Emploi du temps de Laurent Cantet
- 2003 : Un homme, un vrai d'Arnaud et Jean-Marie Larrieu
- 2005 : Le Petit Lieutenant de Xavier Beauvois
- 2007 : La Question humaine de Nicolas Klotz
- 2010 : Gainsbourg (vie héroïque) de Joann Sfar
- 2013 : L'Inconnu du lac d'Alain Guiraudie
- 2014 : Loin des hommes de David Oelhoffen
- 2016 : Rester vertical d'Alain Guiraudie
- 2016 : Mal de pierres de Nicole Garcia
- 2016 : Diamant noir d’Arthur Harari
- 2017 : Madame Hyde de Serge Bozon
- 2017 : Cornélius, le meunier hurlant de Yann Le Quellec
- 2017 : Un beau soleil intérieur de Claire Denis
- 2017 : Madame Hyde de Serge Bozon
- 2017 : Django d'Étienne Comar
- 2017 : Barbara de Mathieu Amalric
- 2018 : Le Poulain de Mathieu Sapin
- 2019 : Frères d'arme de Sylvain Labrosse
- 2020 : Selon la police de Frédéric Videau
- 2020 : Amants de Nicole Garcia
- 2021 : Music de Angela Schanelec
- 2021 : Benedetta de Paul Verhoeven
- 2022 : Don Juan de Serge Bozon
- 2023 : Le règne animal de Thomas Cailley
- 2023 : Flo de Géraldine Danon

### Réalisateur

#### Courts métrages
- 1989 : Le Carrefour
- 1992 : Les Apprentis Fiancés
- 2010 : Le Chœur
- 2014 : Le Rappel des oiseaux  (également scénariste)

#### Long métrage
- 2019 : Vif-Argent (également scénariste)

## Distinctions
- Prix Jean-Vigo 2019 pour Vif-Argent
- Champs-Élysées Film Festival 2019 : Prix du Jury du Film Français Indépendant pour Vif-Argent[5]
- Prix Louis-Delluc 2019 du premier film pour Vif-Argent[6]